# St. Michael (Hammelburg)

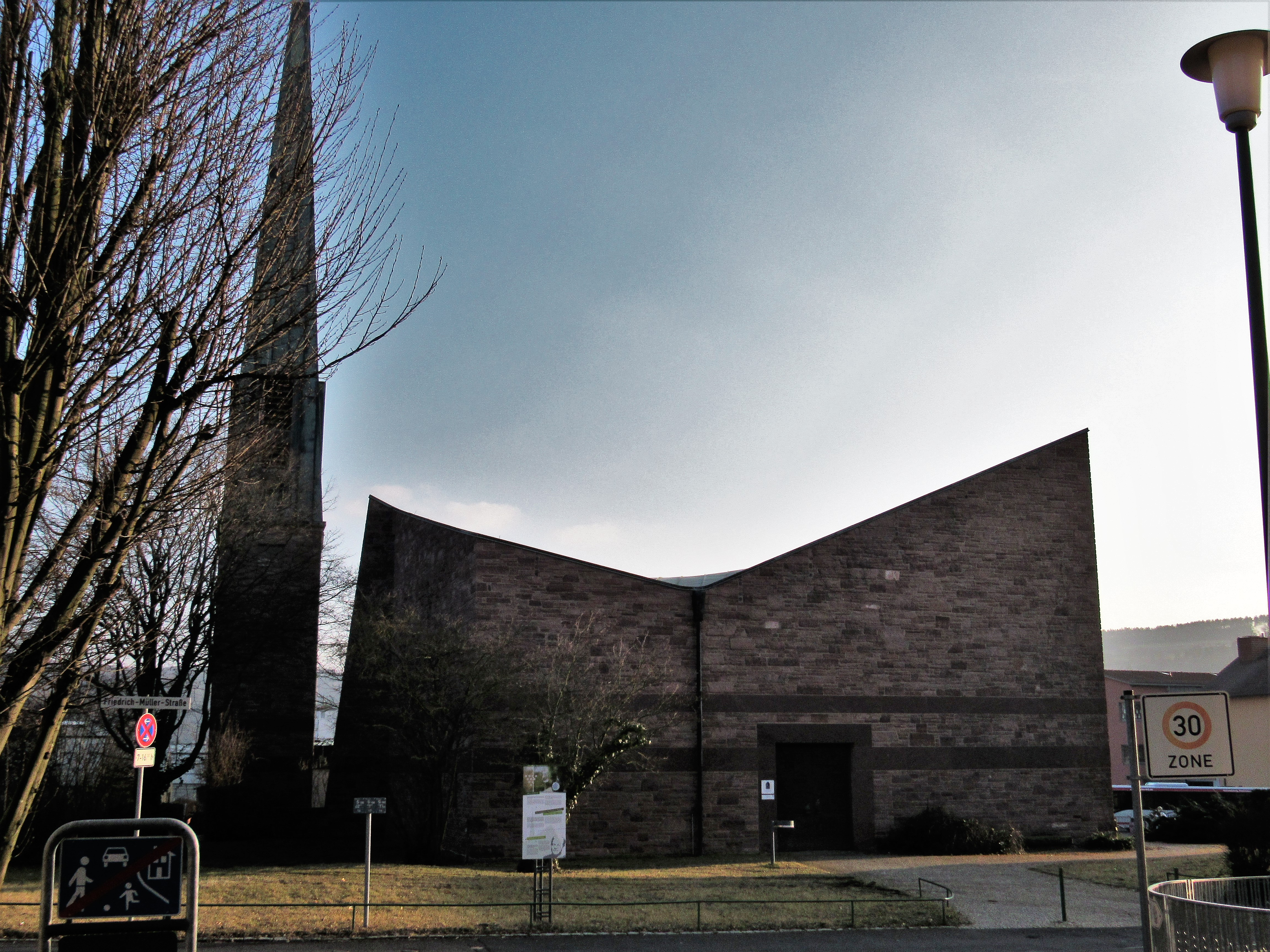
Kirche St. Michael in Hammelburg

Die Kirche St. Michael ist die evangelisch-lutherische Pfarrkirche von Hammelburg im unterfränkischen Landkreis Bad Kissingen. Die Kirchengemeinde ist Teil des Dekanats Lohr am Main. Die Kirche ist eines der Baudenkmäler in Hammelburg. Sie ist zusammen mit dem Pfarrhaus und dem Kindergarten unter der Nummer D-6-72-127-246 in der Bayerischen Denkmalliste registriert.

## Geschichte
Hammelburg wurde auf Veranlassung von Bürgermeister und Stadtrat im Jahr 1524 vorübergehend evangelisch-lutherisch. 80 Jahre später folgte die Gegenreformation: Der Fuldaer Fürstabt Balthasar von Dernbach katholisierte die Stadt im Jahr 1604 wieder und vertrieb alle evangelischen Einwohner. Erst in der zweiten Hälfte des 19. Jahrhunderts entstand durch Zuzug wieder eine kleine evangelische Gemeinde. Sie wurde von der Pfarrei Waizenbach betreut.
1927 baute die Kirchengemeinde einen Betsaal auf einem Grundstück außerhalb der Stadt, das sie bereits 1900 erworben hatte. Das Gebäude in der Berliner Straße 2 diente später noch als Gemeindehaus. Durch den Zustrom von Flüchtlingen nach dem Zweiten Weltkrieg nahm die Zahl der Gemeindemitglieder stark zu. Deshalb wurde Hammelburg im Jahr 1950 zur eigenständigen evangelischen Pfarrei. 1953 wurde der Betsaal durch einen Anbau zur Christuskirche erweitert.
Nach Einrichtung des Bundeswehrstandorts Hammelburg mit der Infanterieschule im Jahr 1956 reichte die Christuskirche nicht mehr aus. Deshalb wurde in den Jahren 1962 und 1963 ein Neubau an einer anderen Stelle errichtet. Die Kirche St. Michael basiert auf Plänen des Architekten Olaf Andreas Gulbransson und wurde nach dessen Tod 1961 unter Leitung seines Schülers Karl-Heinz Schwabenbauer gebaut. Der Grundstein wurde am 29. März 1962 gelegt, die Einweihung wurde am 30. Juni 1963 gefeiert.

## Architektur
Die Kirche hat einen quadratischen Grundriss von 18 mal 18 Metern und sieht dennoch von jeder Seite anders aus. Die Fassaden sind in Dreiecksform asymmetrisch eingeschnitten, sodass die vier Ecken wie Spitzen herausragen. Die Nordwestkante erinnert an den Bug eines Schiffs. Die Wände aus Beton sind außen mit rotem Sandstein verkleidet, der aus der näheren Umgebung stammt. Der Gottesdienstraum ist nach Südosten ausgerichtet. Das asymmetrische Dach aus Kupferblech greift diese Diagonale auf. Es wird von einer Art Fachwerk getragen. Die Decke ist innen mit Paneelen verkleidet.

## Ausstattung
Die Diagonale setzt sich im Innenraum fort. Das Kirchengestühl ist in drei Blöcken auf den Altar ausgerichtet. Das Ensemble aus Kanzel, Altar und Taufstein besteht aus Travertin und wurde von dem oberbayerischen Bildhauer Karlheinz Hoffmann gestaltet. Von ihm stammen auch die Bronze-Reliefs der beiden Portale. Das Nordportal ist dem Kirchenpatron St. Michael gewidmet. Das Westportal stellt in vier Bildern das Wirken der Engel dar.
Ein neun Meter hohes Mosaik im Altarraum stellt das himmlische Jerusalem aus der Offenbarung des Johannes dar. Dieses Mosaik ist eine Arbeit von Arno Bromberger von der Kunstakademie München.
Die Orgel stammt von der Firma Steinmeyer aus Öttingen. Sie umfasst 20 Register mit 1700 Pfeifen und wird mit zwei Manualen und Pedal gespielt.
Der Kirchturm mit vier Glocken steht als Campanile frei neben der Kirche.
Unmittelbar neben der Kirche wurde im Sommer 2019 ein neues Gemeindehaus eingeweiht, das Martin-Luther-Haus.